# Greenville (Carolina del Sud)
Greenville è una città degli Stati Uniti d'America, capoluogo della contea omonima nella Carolina del Sud.
Al censimento del 2010, Greenville aveva una popolazione di circa 58 409 abitanti ma la sua area metropolitana ne conta approssimativamente 600 000. È posta circa a metà strada tra Atlanta e Charlotte, lungo la strada interstatale I-85.

## Amministrazione

### Gemellaggi
Greenville è gemellata con:
- Bergamo